# Liste d'écrivains tunisiens
Cette liste d'écrivains tunisiens recense les écrivains tunisiens de toute époque, de toute langue, du pays ou de la diaspora tunisienne.
Elle peut inclure des écrivains non tunisiens, particulièrement d'avant l'indépendance, mais qui revendiquent, au moins partiellement, leur appartenance au monde tunisien.

## XIIIesiècle
- Ahmad al-Tifachi (1184-1253)
- Ibn Al-Abbar (1199-1260)
- Ibn Chabbat (1221-1285)

## XIVesiècle
- Ibn Arafa (1316-1401)
- Ibn Khaldoun (1332-1406)

## XVesiècle
- Cheikh Nefzaoui (v. 1400-v. 1460)

## XVIIesiècle
- Ibn Abi Dinar (?-v. 1690)
- Al Wazir Al Sarraj (1659-1735)
- Hussein Khouja (1666-1732)

## XVIIIesiècle
- Mohamed Seghir Ben Youssef (1691-1771)
- Hammouda Ben Abdelaziz (?-1787)
- Sidi Brahim Riahi (1766-1850)

## XIXesiècle
- Sidi Brahim Riahi (1766-1850), poète, ambassadeur, théologien
- Ibn Abi Dhiaf (1804-1874), historien
- Mahmoud Kabadou (1812-1871), universitaire, théologien
- Salem Bouhageb (v. 1824-1924)
- Mokhtar Chouikha (1834-1910)
- Mohamed Snoussi (1851-1900)
- Mohamed Nakhli (1869-1924)

## PremierXXesiècle
- Marius Scalesi (1892-1922)
- Abdelaziz El Aroui (1898-1971)
- Ryvel, pseudonyme de Raphaël Lévy (1898-1972)
- Tahar Haddad (1899-1935)
- Mahmoud Aslan (1902-1971)
- Mohamed Hédi El Amri (1906-1978)
- Abou el Kacem Chebbi (1909-1934)
- Ali Douagi (1909-1949)
- Mustapha Khraïef (1909-1967), poète
- Mahmoud Messadi (1911-2004), universitaire, nouvelliste, dramaturge
- Hachemi Baccouche (1916-2008)
- Béchir Khraïef (1917-1983), romancier

## SecondXXesiècle
- Mohamed Laroussi Métoui (1920-2005), journaliste, nouvelliste, dramaturge
- Albert Memmi (1920-2020), romancier, essayiste
- Tahar Guiga (1922-1993), nouvelliste
- Sicca Venier (1922-2005), poète, romancier
- Claude Benady (1922- ), poète
- Bachir Majdoub (1923-1994)[1], romancier
- Ahmed Laghmani (1923-2015), poète
- Gisèle Halimi (1927-2020), avocate, essayiste, militante
- Midani Ben Salah (1929-2006), poète
- Mokhtar Jannet (1930- ), enseignant, nouvelliste, romancier
- Mustapha Fersi (1931-2008), dramaturge, nouvelliste, romancier
- Mnaouar Smadah (1931-1998), poète, écrivain
- Sophie El Goulli (1931?-2015), romancière, historienne d'art
- Mohieddine Khraïef (1932-2011), poète[2]
- Amor Ben Salem (1932- ), romancier, nouvelliste, traducteur
- Hédi Bouraoui (1932- ), poète, nouvelliste, universitaire
- Noureddine Sammoud (en) (1932-2022), poète, universitaire
- Salah Garmadi (1933-1982), poète, arabophone et francophone
- Habib Boularès (1933-2014), journaliste, essayiste
- Abdelaziz Kacem (1933- ), poète, écrivain, universitaire
- Claude Hagège (1936- ), linguiste
- Hassan Nasr (1937- ), poète, romancier, nouvelliste
- Mustapha Tlili (1937- ), journaliste, essayiste, romancier
- Ezzedine Madani (1938- ), dramaturge, nouvelliste
- Anouar Attia (1939- ), romancier
- Ali Bécheur (1939- ), romancier, nouvelliste, essayiste
- Mohamed Lazghab (1939- ), nouvelliste, romancier
- Gilbert Naccache (1939-2020), essayiste, militant
- Jaafar Majed (1940-2009), poète, universitaire
- Mohamed Aziza (1940- ), poète, romancier
- Majid El Houssi (1941-2008), universitaire, poète, écrivain
- Alain Boublil (1941- ), librettiste
- Moncef Ben M'rad (1943- ), cinéaste, écrivain, journaliste
- Mohamed Moncef Métoui (1943- )[3], poète
- Salah Khelifa (1943- ), poète, universitaire, historien, islamologue
- Youssef Seddik (1943- ), philosophe, anthropologue
- Mahmoud Tounsi (1944-2001), peintre, nouvelliste
- Radhouane El Kouni (1945-2010)[4], nouvelliste, journaliste, dramaturge
- Alya Baffoun (en), sociologue, féministe
- Emna Belhadj Yahia (1945- ), enseignante, philosophe, essayiste
- Mohamed Habib Hamed (1945- ), romancier
- Hédi Kaddour (1945- ), romancier, poète
- Abdelwahab Meddeb (1946-2014), poète, essayiste
- Fadhila Chebbi (1946- ), poétesse, romancière
- Moncef Ghachem (1946- ), poète
- Fawzi Mellah (1946- ), journaliste, nouvelliste
- Sophie Bessis (1947-), historienne
- Slaheddine Bhiri (1947- ), romancier
- Hélé Béji (1948- ), universitaire, essayiste
- Rafik Ben Salah (1948- ), nouvelliste, romancier
- Zakia Ben Salah (1948- ), enseignante, poète
- Nacer Khémir (1948- ), conteur, réalisateur
- Boubaker Ayadi (1949- ), nouvelliste, romancier, traducteur, chroniqueur
- Mohamed Ghozzi (1949- ), poète, critique
- Chams Nadir (1949- ), poète, conteur, romancier
- Moncef Ouhaïbi (1949- ), poète
- Mansour M'henni (1950- ), universitaire, journaliste
- Hassouna Mosbahi (en) (1950- ), nouvelliste, romancier, traducteur
- Mohamed Ali Yousfi (1950- ), romancier, poète, traducteur
- Tahar Bekri (1951- ), poète, essayiste, arabophone et francophone
- Jamila Mejri (1951- ), poétesse
- Habib Selmi (1951- ), romancier, nouvelliste
- Hafedh Djedidi (1953- ), enseignant, romancier
- Amina Saïd (1953- ), poétesse, traductrice
- Othman Ben Taleb (1954-2020), universitaire, poète, traducteur
- Michèle Fitoussi (1954- ), journaliste, romancière
- Moncef Mezghanni (1954- ), poète
- Mohamed Sghaïer Ouled Ahmed (1955-2016), poète
- Ali Toumi Abassi (1955- )[5], universitaire, nouvelliste, romancier
- Ibrahim Darghouthi (1955- ), nouvelliste, romancier
- Fawzia Zouari (1955- ), journaliste, essayiste, romancière
- Mohamed Faouzi Ghozzi (1955- )[6], poète
- Mohamed Sghaïer Ouled Ahmed (1955-2016), poète
- Slaheddine Boujah (ar) (1956-2021)[7]
- Faouzia Aloui (en) (1957- ), poète, romancier
- Adam Fathi (en) (1957- ), poète, traducteur
- Youssef Rzouga (1957- ), poète
- Soufiane Ben Farhat (1959- ), journaliste, dramaturge, romancier
- Hassan Ben Othman (en) (1959- ), journaliste, essayiste
- Hussein Kahwaji (ar) (1960-2017), acteur, poète
- Taoufik Ben Brik (1960- ), journaliste, essayiste
- Noura Bensaad (en), francophone, nouvelliste
- Saleh al-Dames, romancier, nouvelliste
- Djemâa Chraïti, romancière
- Mahmoud Bayrem Ettounsi (1961- ), poète, compositeur
- Chamseddine El Ouni (1963- ), poète, critique
- Bahaa Trabelsi (1966- ), journaliste, romancière
- Olfa Youssef (1966- ), universitaire
- Mohamed Aissa Meddeb (1966- ), romancier
- Noureddine Bettaïeb (1967- ), poète
- Rachida el-Charni (en) (1967- ), nouvelliste, romancière
- Riadh Sidaoui (1967- ), essayiste
- Lamia Makaddam (1971- ), poète, journaliste, traducteur
- Amel Moussa Belhaj (1971- )[8], poétesse, enseignante

## XXIesiècle
- Faten Fazaa, romancière
- Kamel Riahi (1974- ), essayiste, romancier
- Wassim Ben Salah (1974- ), poète, essayiste et économiste
- Miled Faïza (en) (1974- ), poète, traducteur
- Wafa Ghorbel (1975- ), universitaire, romancière, parolière
- Iman Bassalah (1975- ), romancière, enseignante
- Adnen Helali (1975- ), acteur, poète
- Walid Soliman (1975- ), essayiste, traducteur
- Iman Bassalah (1975- ), enseignante, essayiste, romancière
- Nadia Hathroubi-Safsaf (1977- ), journaliste
- Amira Ghenim (1978- ), romancière
- -Z- (1979- ), blogueur
- Atef Attia (1980- ), nouvelliste, romancier
- Yamen Manaï (1980- ), romancier
- Aymen Hacen (1981- ), poète, essayiste, chroniqueur
- Ines Abassi (1982- ), poétesse, journaliste
- Anis Chouchène (1982- ), poète
- Sami Mokaddem (1982- ), romancier
- Salma Yangui (1986- ), poétesse
- Amir Fehri (2003- ), conteur